# Syngamia sordidalis
Syngamia sordidalis là một loài bướm đêm trong họ Crambidae.